# Parteihochschule der KPdSU

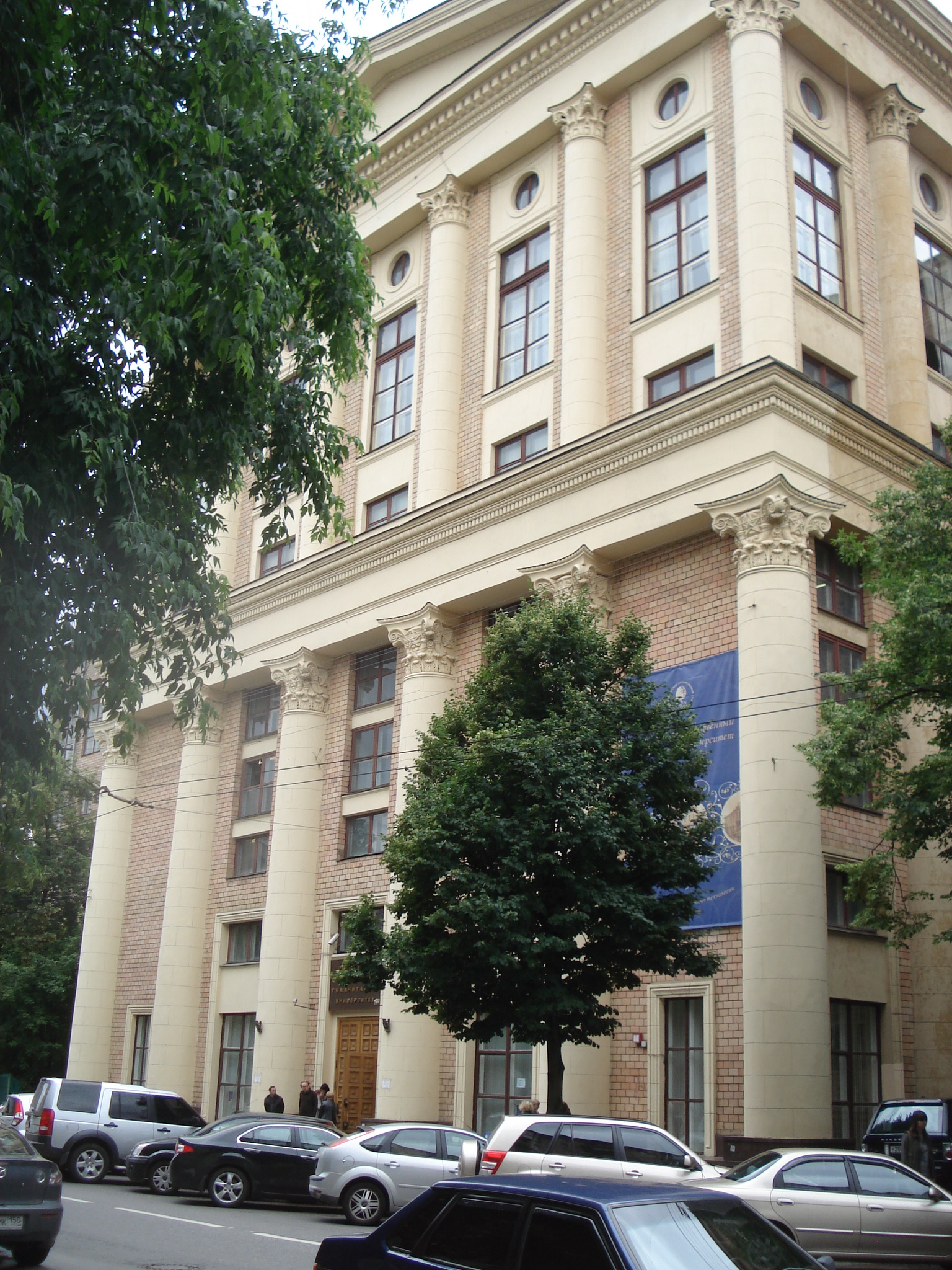
Ehemalige Parteihochschule der KPdSU in Moskau 2009, jetzt RGGU

Die Parteihochschule der KPdSU (russisch Высшая партийная школа (ВПШ)) „Wladimir Iljitsch Lenin“ war die höchste politische Ausbildungsinstitution der Kommunistischen Partei der Sowjetunion.

## Parteihochschule beim Zentralkomitee

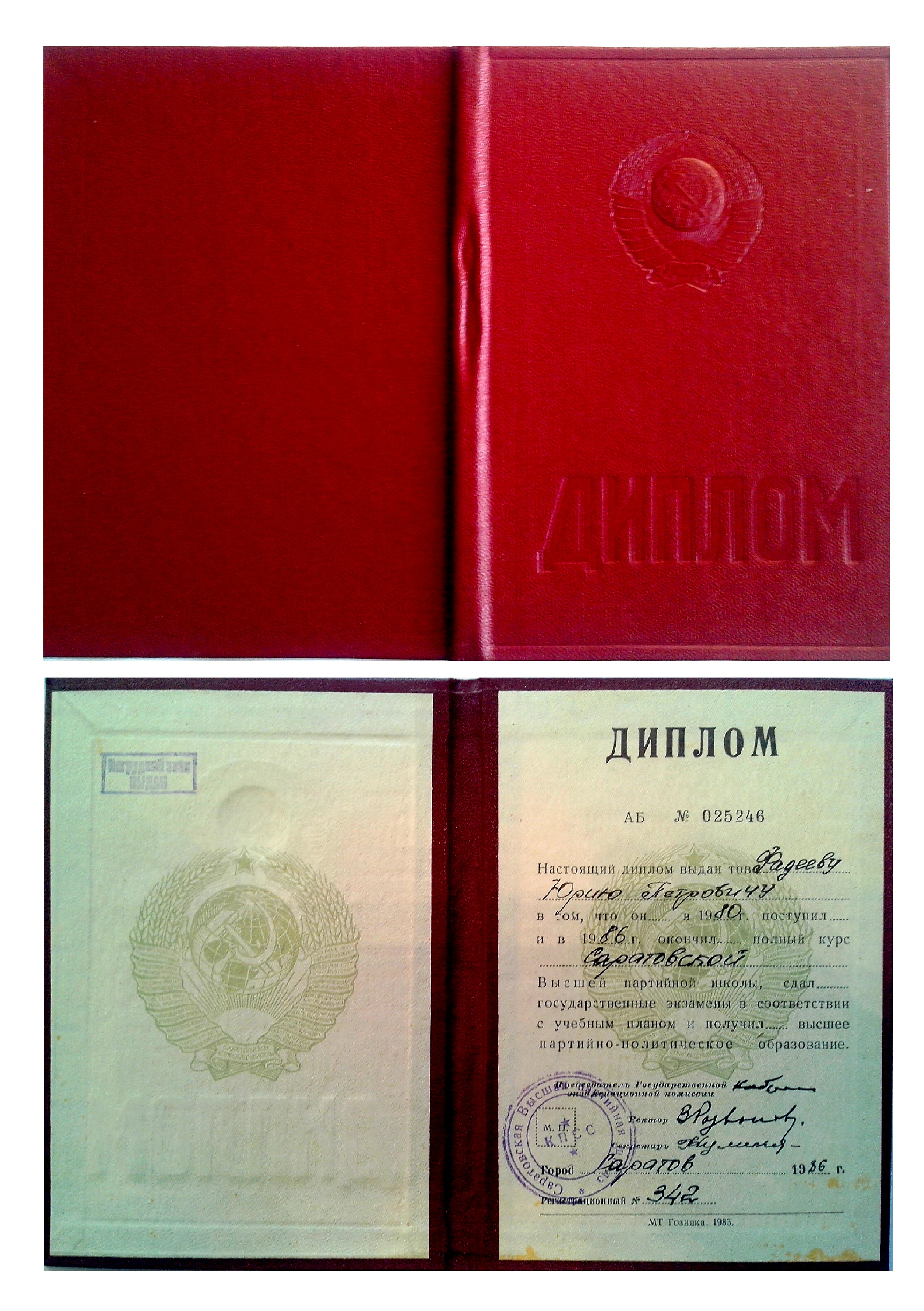
Diplomurkunde als Gesellschaftswissenschaftler 1986, Parteihochschule Saratow

Die Parteihochschule bestand von 1939 bis 1991 in Moskau. Am gleichen Standort befindet sich seit 1991 die Russische Staatliche Geisteswissenschaftliche Universität. An der Hochschule wurden auch zahlreiche Funktionäre aus der DDR in ein- oder dreijährigen Studiengängen weitergebildet.
An der Hochschule gab es die Lehrstühle für die Geschichte der KPdSU, marxistisch-leninistische Philosophie, wissenschaftlichen Kommunismus, politische Ökonomie, Aufbau der Partei, die modernen internationalen kommunistischen und Arbeiterbewegungen und die nationalen Befreiungsbewegungen, sowjetische Ökonomie, Ökonomie der Landwirtschaft, Staatsrecht und die sowjetische Entwicklung, Journalismus und Literatur, russische Sprache, Fremdsprachen.
An der Schule studierten Parteimitglieder höherer Bildung bis zum Alter von 40 Jahren, die mindestens fünf Jahre Parteimitglied waren. Sie wurden dem ZK der KPdSU von den Zentralkomitees der Kommunistischen Parteien der Sowjetrepubliken, regionaler und verbündeter Parteien vorgeschlagen.
Das Studium dauerte bis zu drei Jahre. Die Hochschule unterstützte andere Länder des Sozialismus in der Ausbildung der Kader für Partei und Staat. Etwa zehntausend Partei- und Staatsfunktionäre absolvierten die Ausbildung. Im Jahre 1970 hatte die Schule 720 Hörer. In allen Fakultäten (außer Sprache) waren 120 Dozenten beschäftigt, darunter 21 Professoren und Habilitierte.

## Bekannte deutsche Absolventen
(in Klammern der Studienzeitraum)
- Oskar Fischer (1962–1965)
- Egon Krenz (1964–1967)
- Günter Schabowski (1967–1968)
- Helmut Holter (1985–1987)

## Dezentrale Hochschulen
Neben der Moskauer Hochschule beim Zentralkomitee gab es zahlreiche dezentrale Parteihochschulen der KPdSU.

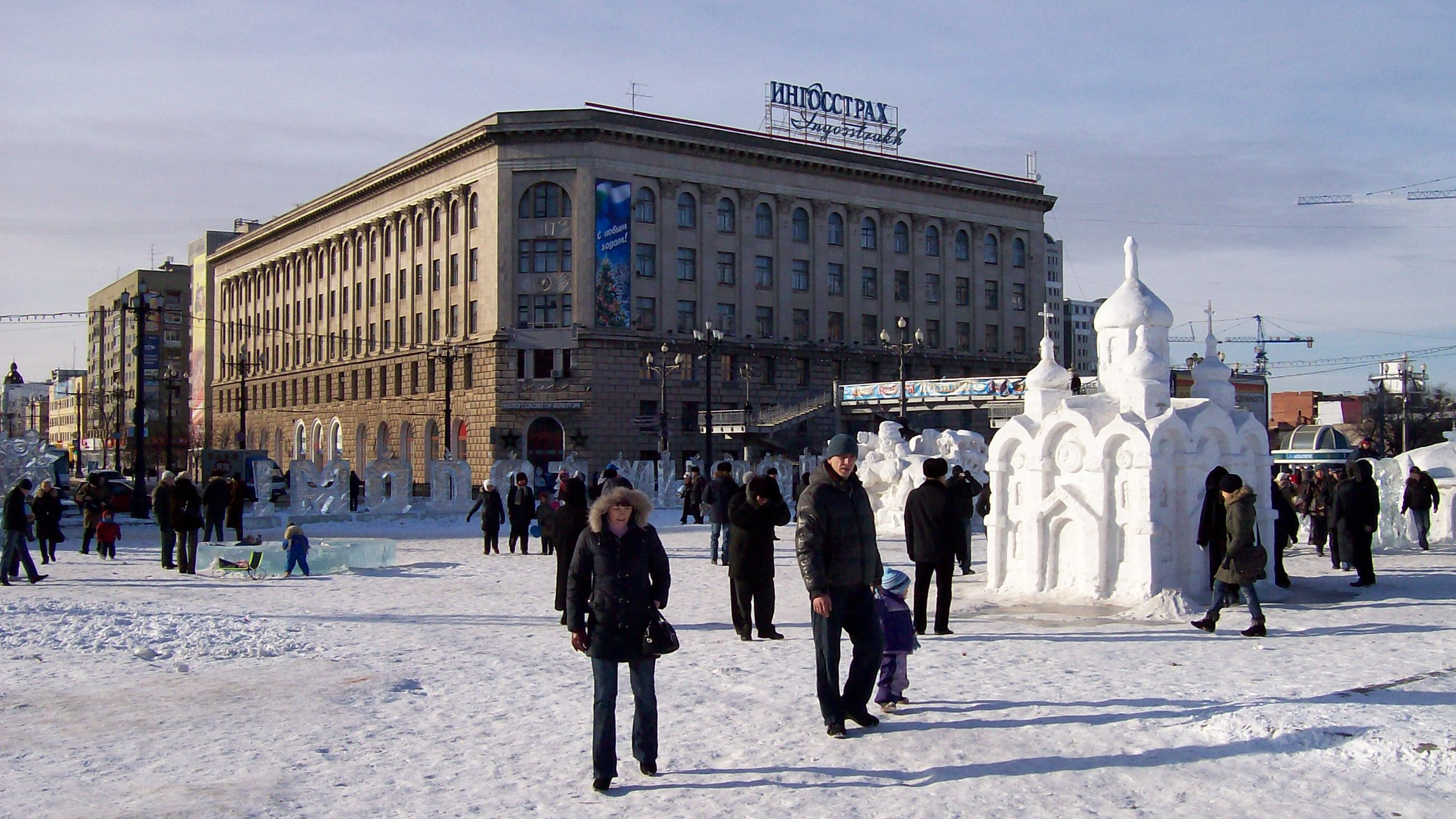
Das Gebäude der ehemaligen höheren Parteischule in Chabarowsk (Fernöstliche Akademie des öffentlichen Dienstes)
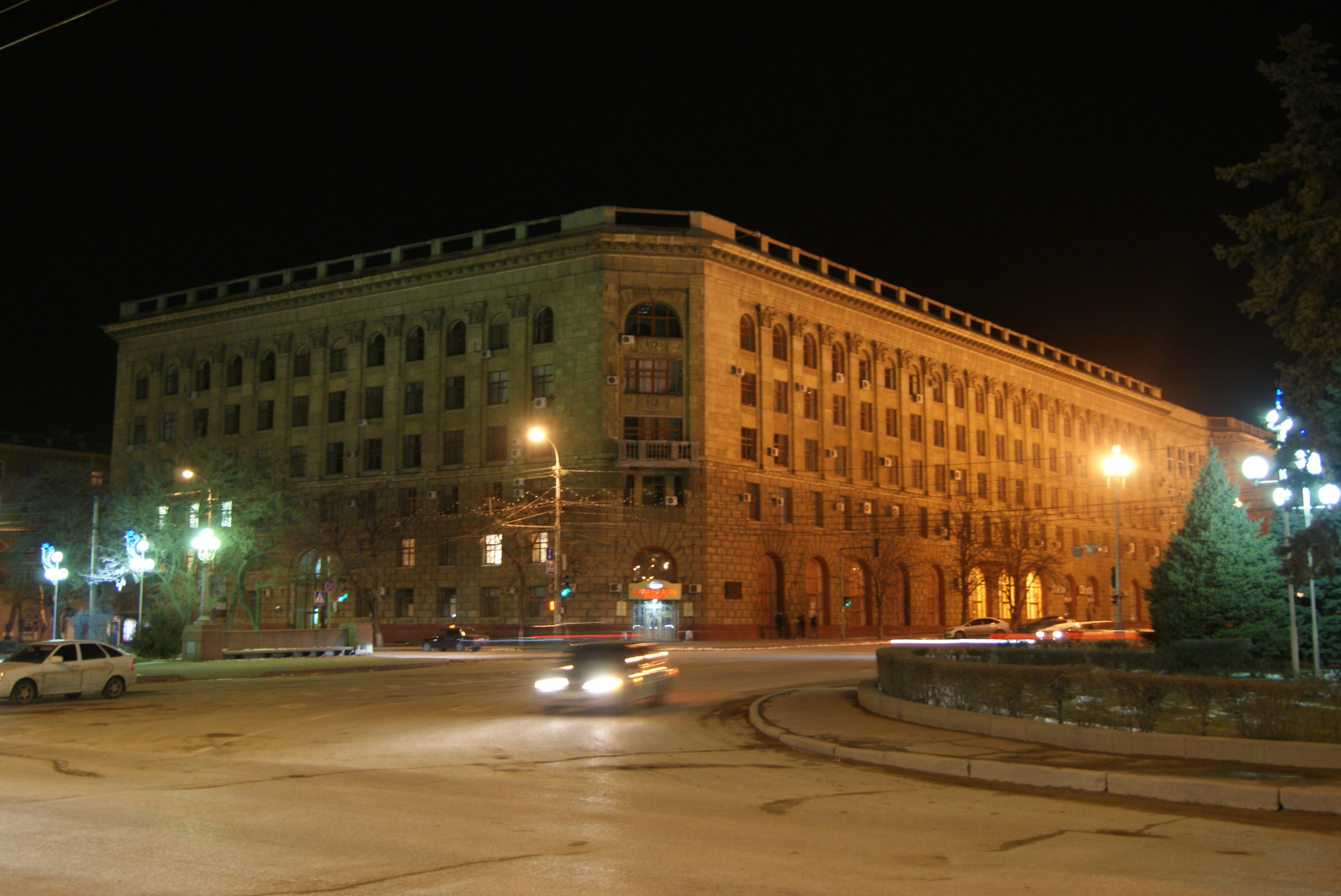
Das Gebäude der ehemaligen höheren Parteischule in Wolgograd (Wolgograder Staatliche Medizinische Universität)
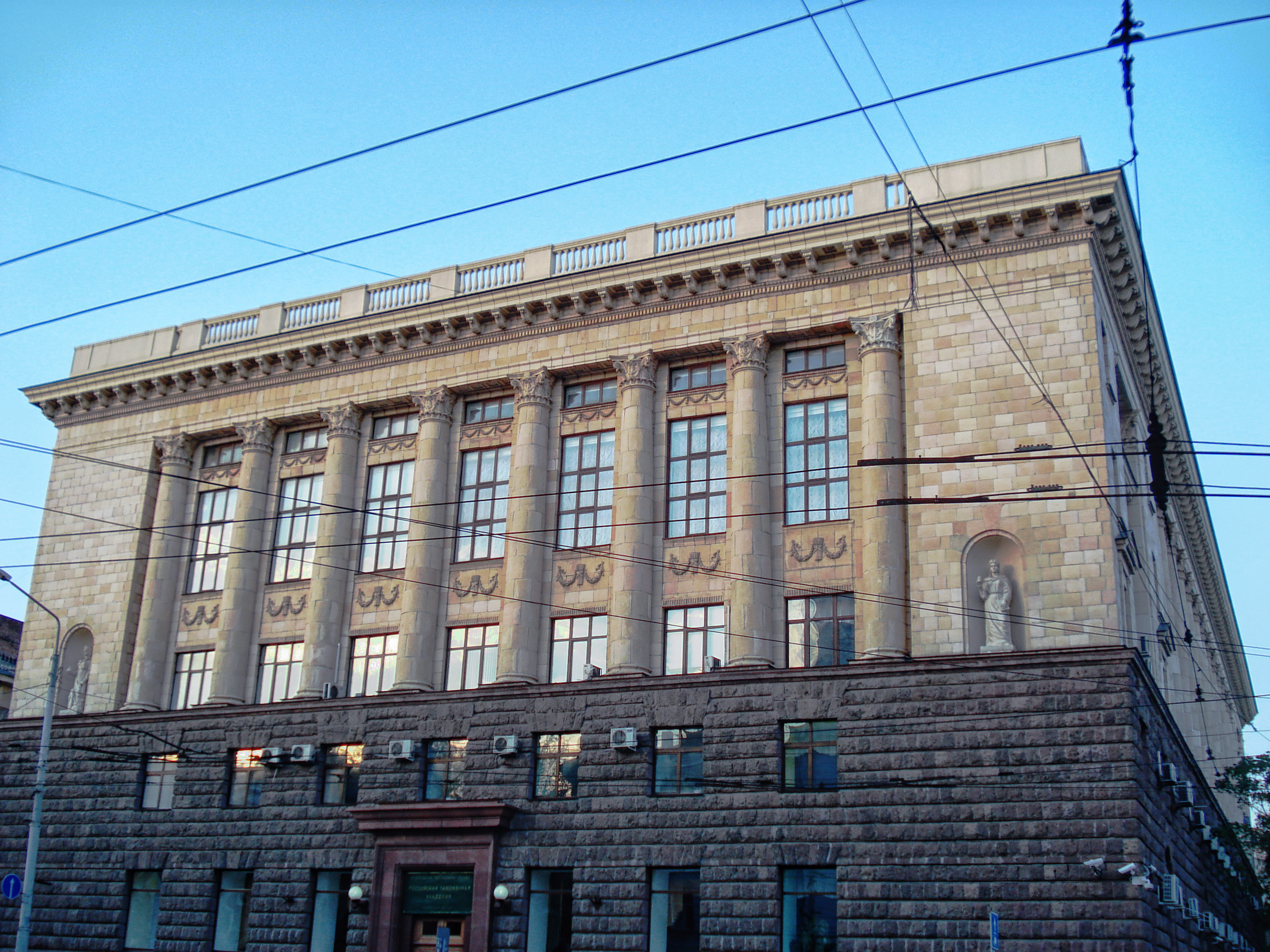
Das Gebäude der ehemaligen höheren Parteischule in Rostow am Don 2015